# Gelanes bidentatus
Gelanes bidentatus là một loài tò vò trong họ Ichneumonidae.